# Sven Kypengren
Sven Holger Kypengren, född 22 november 1911 i Borlänge, död 14 december 2007 i Högalids församling i Stockholm, var en svensk verkställande direktör i HSB.
Kypengren, som var son till skolvaktmästare Ernst Kypengren och Hanna Jonsson, var journalist på Dala-Demokraten i Borlänge 1936, blev ombudsman i HSB:s riksförbund 1937, förste ombudsman 1941, organisationschef 1955, vice verkställande direktör 1956 och var verkställande direktör 1958–1976.
Kypengren var bland annat sakkunnig i Bostadskollektiva kommittén (tillsatt 1948), i egenskap av direktör i HSB:s riksförbund.
Efter Kypengren uppkallades Stiftelsen Sven Kypengrens stipendiefond med syftet att främja och verka för fortbildning och utbildning av inom HSB-rörelsen anställda och förtroendevalda.
Sven Kypengren är begravd på Stora Tuna kyrkogård.